# Литература Индии
Индийская литература — литература народов Индии, воспитанных в традициях культуры этих народов. Термин «индийская литература» (англ. Indian literature) традиционно описывает совокупность литературных произведений, созданных на Индийском субконтиненте до раздела Британский Индии и образования независимой Индии в 1947 году и на территории этого государства после получения независимости.
Индийская литература считается одной из древнейших на Земле. В Индии 22 официальных языка, и огромное количество литературы написано на этих языках. Устное народное творчество сильно развито. Индуистская литература составляет важную часть индийской культуры.

## Литература на старых языках
Время создания литературных произведений на санскрите охватывает период с примерно 1500 г. до н. э. до 1000 г. н. э. Время наибольшего расцвета санскритской литературы относится к I—VII векам нашей эры. В то время как санскрит как литературный язык ассоциируется с культурой брахманизма, прочие религиозные течения Индийского субконтинента использовали другие языки-пракриты, в дальнейшем заложившие основу современным языкам Северной Индии: так, литературные произведения буддизма создавались на пали, а джайнизма — на ардхамагадхи. Несмотря на это, влияние санскритской литературной традиции и, в особенности, философских текстов, созданных на этом языке, ощущается в литературных памятниках на других исторических языках Индии. Отдельная литературная традиция, не испытавшая влияния санскрита, сложилась в Южной Индии на тамильском языке.

### Ведийская
Древнейшими образцами индийской литературы являются священные тексты на санскрите, в число которых входят Веды, Брахманы и Упанишады.

### Эпическая на санскрите
Эпосы Рамаяна и Махабхарата признаны величайшими эпическими произведениями.

### Классическая на санскрите
К послеведийскому периоду относится комплекс санскритской религиозной литературы, известный как пураны. Знаменитый поэт и драматург Калидаса написал два эпоса: Рагхувамша и Кумарасамбхава. Артхашастра и Камасутра также написаны на классическом санскрите.

### Пракритская
Джайнисты писали на пракрите.

### Пали
Литература на языке пали распространена на Юге Индии и в Шри-Ланке.

## Литература на современных языках

### Ассамская
Чярьяпады, буддийские песни 8-12 веков, считаются самым ранним примером ассамской литературы.

### Каннада
У истоков самостоятельного развития литературы каннада стоит поэт Пампа (X в.), признанный у себя на родине великим, автор «Адипураны» («Изначальная пурана»), сочинения об апостолах джайнизма, и поэмы «Викрамарджунавиджайя» («Победа мужественного Арджуны»), пересказывающей часть сюжета «Махабхараты».
Пампа искусно вплетает в сюжет своей поэмы события современной ему истории, а в образе Арджуны косвенно изображает Арикесари II, историческую личность, одного из правителей династии Чалукья. Как и Пампа, два других видных поэта X в. — Понна и Ранна — были джайнами и в своих произведениях использовали джайнские сюжеты. Особенно заметный след в литературе оставил Ранна, который известен не только как автор джайнской пураны, но и как составитель первого толкового словаря каннада, а также создатель двух поэм на сюжеты «Махабхараты», в одной из которых он в образе Бхимы вывел своего патрона — царя Сатьяшраю.
Многие произведения поэтов каннада X—XII вв. носят ярко выраженный джайнский характер, но на каннада также появляются повествовательные произведения светского характера, например чампу «Панчатантра» Дургасимхи (середина XII в.) или чампу «Лилавати» Немичандры (XII в.), примыкающие по сюжету и стилю к «Васавадатте» Субандху. В начале XII в. была написана и «Рамачандрапурана» Нагачандры, являющаяся специфически джайнской версией «Рамаяны», значительно отличающейся от поэмы Вальмики.
Как мы видим, джайнские авторы, писавшие на каннада, часто обращаются к опыту санскритской литературы, используя её сюжеты для обогащения родной литературы, разрабатывают, опираясь на санскритские поэтики и грамматики, поэтику и лексикографию каннада. Однако с конца XII в. зависимость литературы каннада от санскритской заметно ослабевает и, наоборот, возрастает роль местной фольклорной традиции. Появляются новые литературные жанры и стихотворные формы, первые прозаические произведения. В этой связи следует отметить роль основателя одного из течений шиваизма — Басавы (вторая половина XII в.), который для пропаганды шиваитского культа написал большое количество так называемых вачан — коротких афоризмов в ритмической прозе, введя в литературу каннада новый и тесно связанный с фольклором жанр, ставший вскоре весьма популярным.

### Кашмирская
Кашмирская литература — литература на кашмирском языке. Среди её ранних памятников — короткие стихотворения поэтессы XIV века Лал-дэд.
С конца XVIII века на кашмирскую литературу усилилось влияние персоязычной. Поэты-мусульмане стали перелагать на кашмири персидскую классику и создавать оригинальные произведения по персидский образцам. Поэты-индусы продолжали традиции бхакти и перелагали на кашмири эпические и пуранические сюжеты.
Проза и драматургия на кашмири начали развиваться лишь в XX веке. Первые романы появились в 1950-х годах.

### Малаяламская
О первоначальном периоде литературы малаялам можно судить только по богатой фольклорной поэзии «Пачча малаялам», восходящей к VI—X вв. и представленной культовыми и обрядовыми песнями, а также песнями, связанными с трудовыми процессами и с народными праздниками. То обстоятельство, что Керала (область распространения языка малаялам) долгое время находилась под властью тамильских царей, определило значительное влияние тамильской литературы на начальный период развития литературы малаялам.
Следствием этого влияния было возникновение литературной школы патту, ориентировавшейся на тамильские поэтические образцы. С произведения, написанного в соответствии с требованиями этой школы — поэмы «Рамачаритам» («Жизнь Рамы») — по мотивам «Рамаяны» Вальмики, и начинается история литературы на малаялам. Автором «Рамачаритам» считают поэта Чирамана (ок. XII—XIII вв.).
Не менее важной, чем патту, была другая школа, маниправалам, примыкавшая, в отличие от первой, преимущественно к санскритской традиции. С ней связано творчество поэта Толана (вероятно, конец X — начало XI в.), стихи которого стали достоянием фольклора. Как и другие индийские литературы начала II тыс., литература малаялам широко обращается к жанру чампу.
Представитель современной малаяламской литературы — Тьируналлур Карунакаран. Крупным поэтом являлся Валлатхол.

### Пенджабская
Самые ранние памятники литературы на языке панджаби относятся к VIII—X векам, когда сочинили свои гимны поэты Горакхнатх (IX или XI век), Джаландхаринатх и Чарпат (890—990). В этот же период возникли вары («Сказание об одноруком Асрадже» и др.), а также поэма А. Мултани «Послания», синтезировавшая фольклорную и собственно литературную традиции.
Важное место в истории литературы панджаби занимает «Гуру Грантх Сахиб», в которую вошли художественные и философские произведения гуру Гобинда Сингха (1666—1708), в том числе автобиографическая поэма «Необыкновенная пьеса», а также произведения его последователей.
После 1947 года более широкое развитие панджабская литература получила в Индии. Из литераторов того времени видное место занимают прозаики Гурбакхш Сингх (1895—1977), Нанак Сингх (1897—1971), Картар Сингх Дуггал (1917—2012), Сант Сингх Секхон (1908—1997), Сантокх Сингх Дхир (1920—2010), Джасвант Сингх Камвал (1919—2020), Навтедж Сингх (1923—1981), Кульвант Сингх Вирк (1921—1987), поэты Мохан Сингх (1905—1978), Амрита Притам (1919—2005), Притам Сингх Сафир (1916—1999), Прабхджот Каур (1924—2016), Гурчаран Сингх Рампури (1929—2018), драматурги Балвант Гарги (1916—2003) и др.

### Телугу
Истоки литературы телугу восходят к довольно раннему периоду. Уже в одном из санскритских сочинений в VI—VII вв., трактовавшем вопросы просодии, упомянуты стихотворные размеры, совершенно неизвестные на санскрите, но характерные для поэзии телугу. Но собственно литература телугу начинается с перевода первых двух книг «Махабхараты» поэтом Наннаей (XI в.). Как и в других новоиндийских литературах, это не столько перевод, сколько интерпретация, отмеченная творческой фантазией автора и окрашенная местным колоритом. Перевод Наннаи был закончен поэтами Тикканой (XIII в.) и Эрраной (начало XIV в.), и в целом телугская «Махабхарата» считается одним из лучших по своим художественным достоинствам переводов санскритского эпоса на национальные индийские языки.
Среди сравнительно небольшого числа памятников раннего периода литературы телугу видное место занимают как канонические, так и собственно художественные произведения, связанные с шиваитской сектой вирашайва. Поэма «Кумарасамбхава» («Рождение Кумары»), написанная шиваитом Наннечодой (ок. 1080—1150 гг. н. э.), перекликается со знаменитой одноимённой поэмой Калидасы и в целом соответствует нормам санскритского эпического жанра махакавья. Но все-таки это вполне оригинальное произведение, находящееся прежде всего в русле местной литературной традиции.
Начальный период развития литературы телугу завершается двумя переводами «Рамаяны». Один из них, выполненный в фольклорном размере двипада, представляет собой сочинение, адресованное простому народу, и весьма отличается и по содержанию, и по стилю от эпоса Вальмики. Создан этот перевод во второй половине XIII в. поэтом Буддхи Редди. Второй перевод, так называемая «Бхаскарова Рамаяна», принадлежит целой группе поэтов, отличается разностильностью и, несомненно, значительно больше первого ориентирован на нормы санскритской поэтики.

### Урду
Основателем поэзии на урду считается Амир Хосров Дехлеви. Долгое время литература урду пребывала в тени персоязычной литературы, что было вызвано более низким социальным статусом языка — в могольском обществе урду соотносился с фарси как разговорная речь с книжной. В XVI—XVII вв. в княжествах Декана развивается литература на языке дакхни (южном диалекте урду). Развитие поэзии на урду на севере страны начинается в XVIII веке в творчестве поэтов делийской школы, среди которых выделялись Мир Таки Мир, Мирза Рафи Сауда, Мир Дард. Другими крупными центрами развития литературы урду являлись Лахор, Лакхнау и Хайдарабад. В XIX веке огромный импульс развитию литературы придало творчество Мирзы Галиба; возникают и развиваются прозаические жанры, появляются новые течения в поэзии. Основатель современной литературы урду — Мухаммад Икбал, идеолог создания мусульманского государства на территории Индии. После деколонизации Британской Индии литература на урду развивается как в независимой Индии, так и в Пакистане.

## Индийская литература на иностранных языках

### Индийская персидская литература
С распространением ислама в Средней Азии и в Индии персидский язык стал подобием лингва-франка, а также языком правительства и большинства образованных людей. Помимо чтения и изучения собственно персидской литературы, в Делийском султанате, а затем — Империи Великих Моголов культивировалась индийская литература на фарси. Среди индийцев было немало известных персоязычных поэтов, например Амир Хосров, Бедиль, Файзи, позднее — Мухаммад Икбал. К началу британского владычества в Индии фарси в качестве языка политики и литературы был потеснён языком урду; тем не менее английские чиновники на первых порах изучали для общения с местным населением именно персидский язык. В XIX веке британская администрация начала активно внедрять английский язык, и он окончательно вытеснил фарси с позиций индийского лингва-франка. При этом литературные хинди и урду развивались под огромным влиянием фарси и полны заимствованиями и кальками из этого языка.

### Индийская английская литература
В XX веке в Индии также писали на английском языке. Бенгальский писатель Рабиндранат Тагор стал Нобелевским лауреатом в 1913 году.